# Сокото (город)

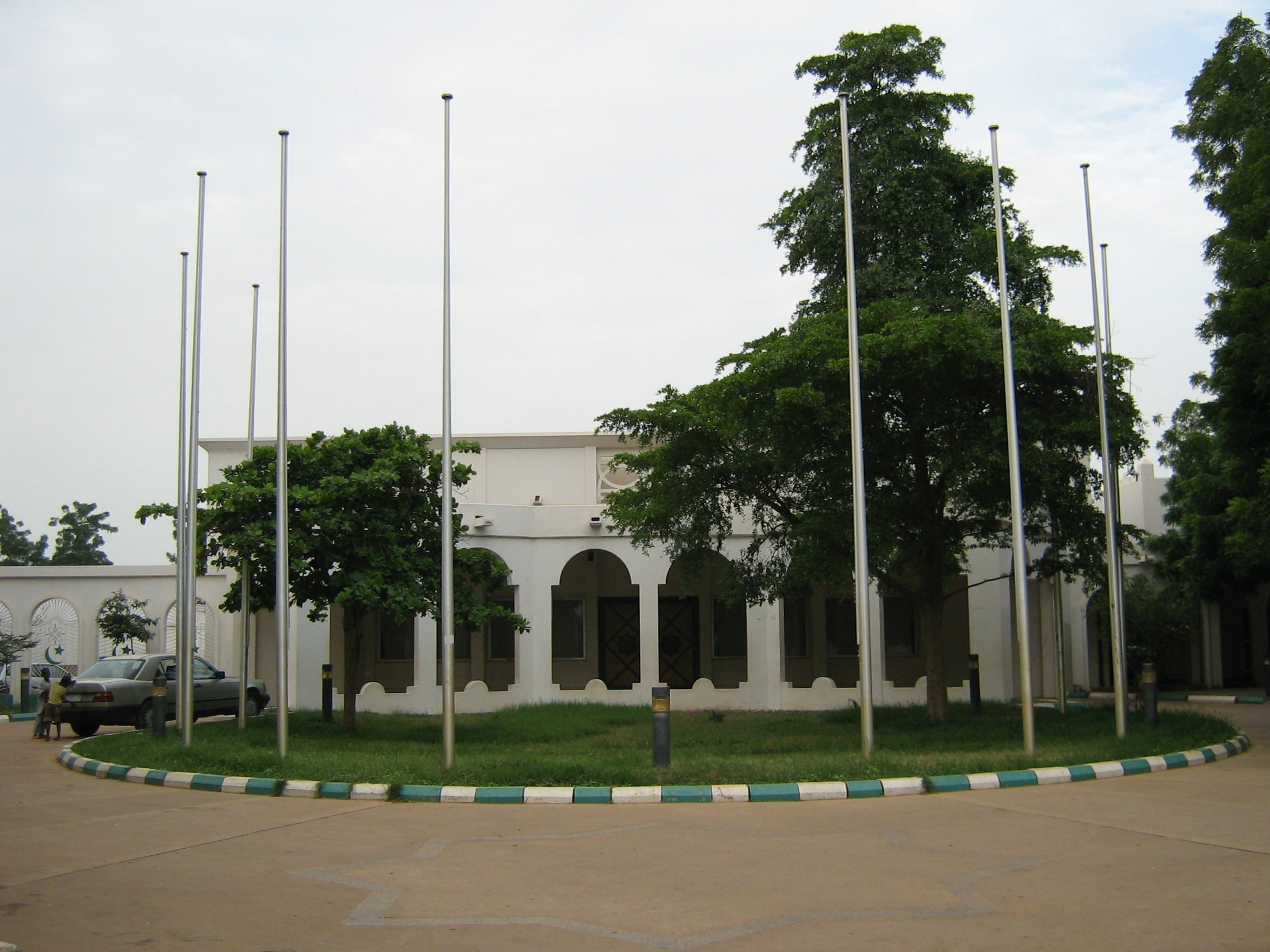
Дворец султана Сокото

Соко́то (англ. Sokoto) — город в Нигерии, столица одноимённого штата. Город стоит на слиянии рек Сокото и Рима. Население — 427 760 чел. (по переписи 2006 года).

## Климат
| Показатель | Янв. | Фев. | Март | Апр. | Май  | Июнь | Июль | Авг. | Сен. | Окт. | Нояб. | Дек. | Год  |
| --- | ---- | ---- | ---- | ---- | ---- | ---- | ---- | ---- | ---- | ---- | ----- | ---- | ---- |
| Средний суточный максимум, °C                                                                                            | 33   | 36   | 39   | 41   | 39   | 36   | 33   | 31   | 33   | 37   | 36    | 33   | 35,6 |
| Средняя температура, °C                                                                                                  | 23,9 | 26,6 | 30,5 | 32,9 | 32,4 | 30,1 | 27,3 | 26,1 | 26,7 | 28,3 | 26,9  | 24,5 | 28,4 |
| Средний суточный минимум, °C                                                                                             | 16   | 17   | 22   | 26   | 26   | 24   | 23   | 22   | 22   | 22   | 19    | 16   | 21,3 |
| Норма осадков, мм | 0    | 0    | 1    | 5    | 35   | 98   | 164  | 193  | 96   | 15   | 0     | 0    | 607  |
| Источник: http://www.climatedata.eu/climate.php?loc=nixx0018&lang=en, http://www.levoyageur.net/weather-city-SOKOTO.html |      |      |      |      |      |      |      |      |      |      |       |      |      |

## История
Сокото основан в 1804 году как военная ставка шейха Османа дан Фодио, возглавившего священную войну (джихад) фульбе против неверных. В 1809 году превращён его сыном Мухаммаду Белло в город, ставший столицей одноимённого государства. В городе находится могила султана Османа дан Фодио.
Пика процветания город достиг в 1820-х годах, однако затем начал приходить в упадок. В 1903 году Сокото был захвачен британскими войсками под руководством Фредерика Лугарда.

## Современный период
В окрестностях города выращиваются различные сельскохозяйственные культуры, например, ямс, арахис и маниок.
В городе есть университет и аэропорт.